# Elm Super Trail

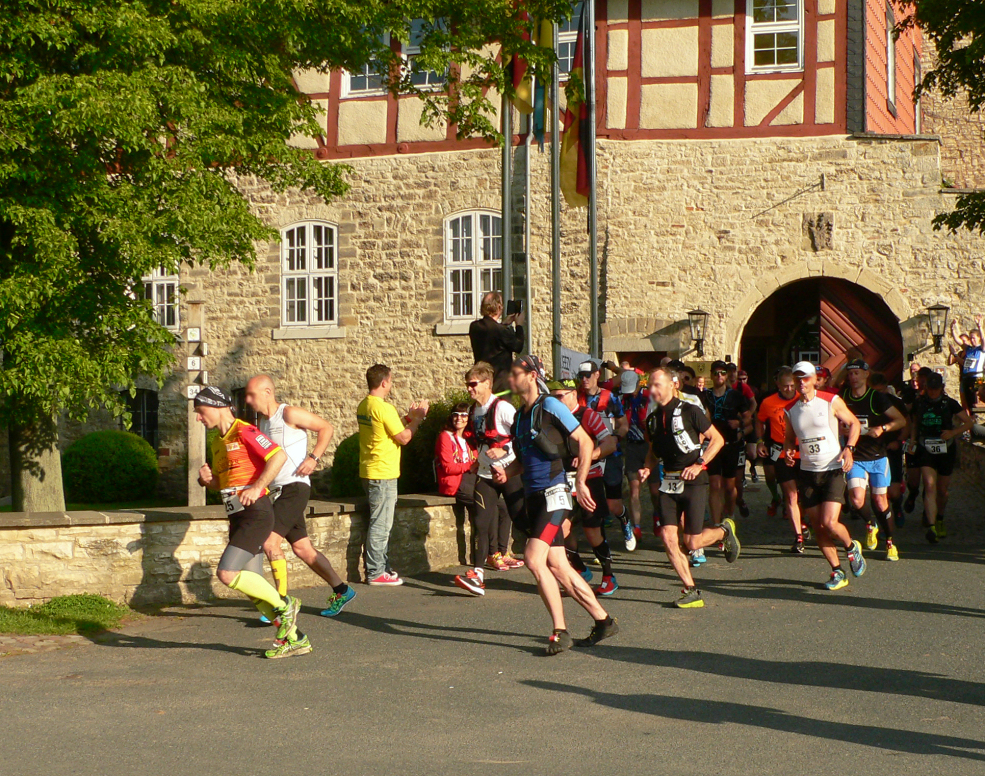
Start der 71 km Strecke des Elm Super Trails, 2019

Der Elm Super Trail ist ein Ultramarathon, der jährlich im Mai um den Elm führt. Die Strecke ist 71 km lang und hat 1340 Höhenmeter. Start und Ziel ist die Burg Warberg in Warberg. Veranstaltet wird die Laufveranstaltung  vom gemeinnützigen Verein Friends For Life aus Braunschweig, der Ausdauer- und Extremsport mit sozialem Engagement verbindet.
Die 71 km Strecke, die auch als Bike and Run absolviert werden kann, umrundet den Elm und führt durch das Reitlingstal. Sie verläuft größtenteils auf Waldwegen. Zum Teil führt die Strecke am Waldrand entlang, aber auch durch den bewaldeten Höhenzug.
Im Rahmen der Laufveranstaltung werden weitere Laufdistanzen angeboten, wie 10 km mit 175 Höhenmetern, 25 km mit 400 Höhenmetern und 52 km mit 880 Höhenmetern.  Außerdem gibt es Vierer-Staffeln à 10 km.
Der Elm Super Trail fand erstmals 2011 statt. Im Jahr 2019 nahmen 230 Starter daran teil.

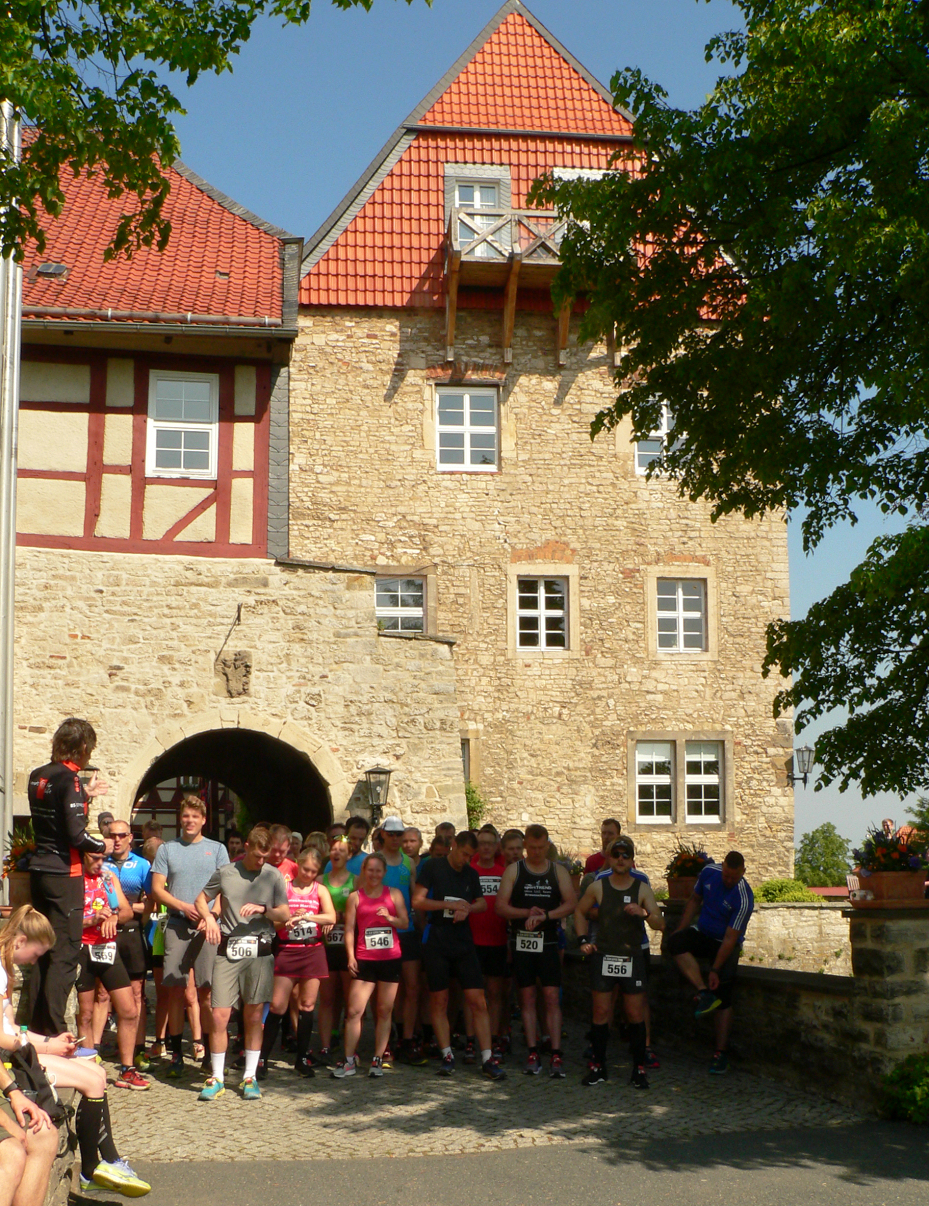
Start der 25 km Strecke  vor der Burg Warberg, 2019
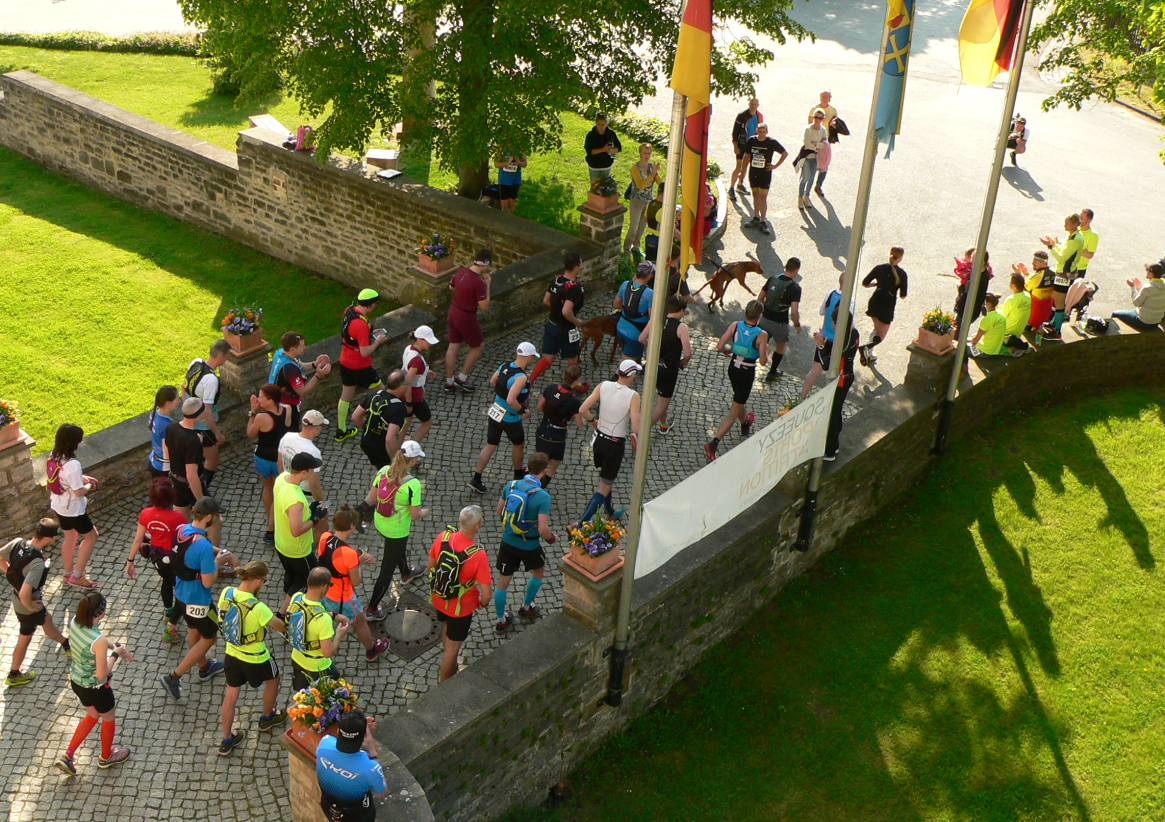
Start der 52 km Strecke, 2019
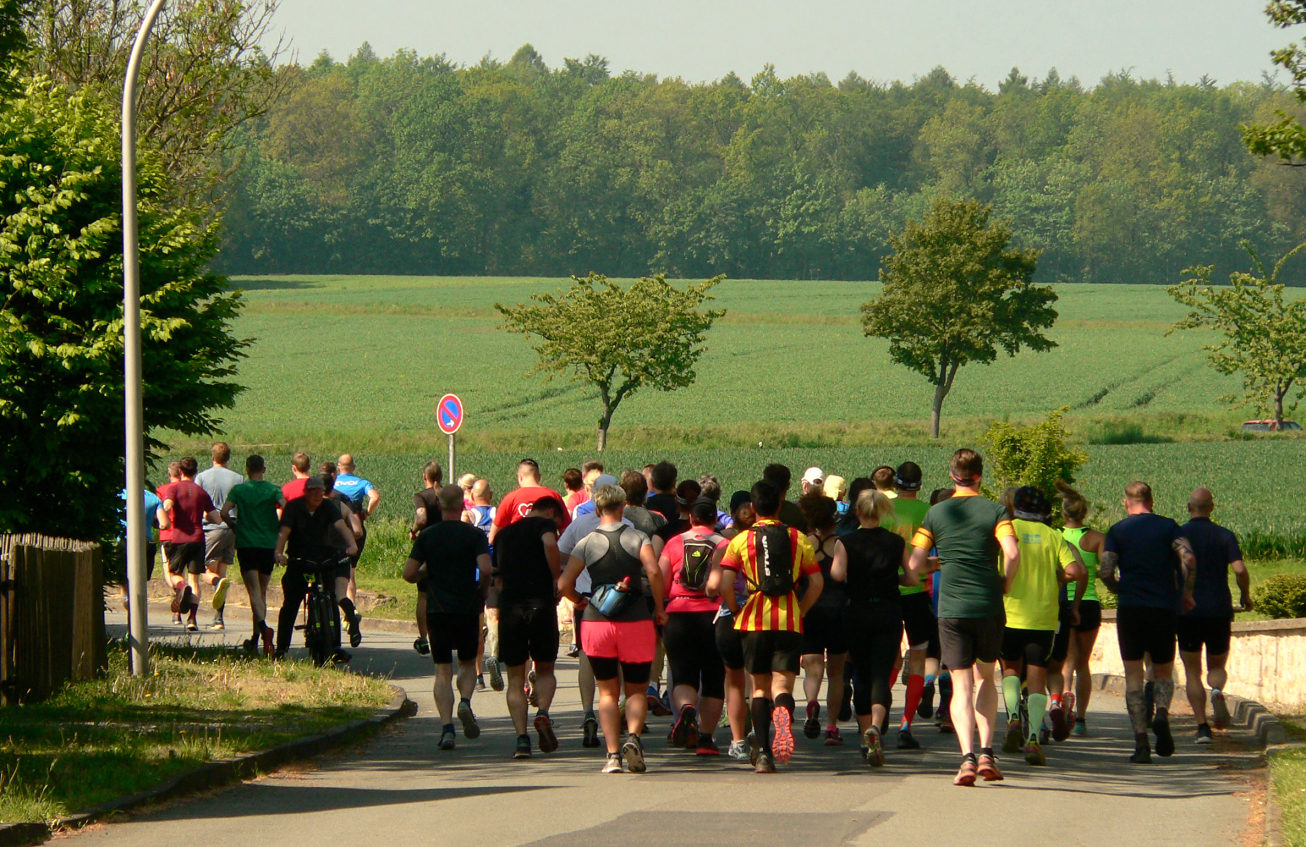
Läuferfeld kurz nach dem Start, im Hintergrund der Elm